# Johnsonsfären
Johnsonsfären eller Ax:son Johnson-sfären är en svensk sfär eller företagsgrupp vars huvuddelar är Axel Johnsongruppen och de företag som ägs av Nordstjernan. Fram till 1980-talet utgjorde de olika delarna en sammanhållen koncern, Johnsonkoncernen, men sedan dess har de varit mer oberoende av varandra. Johnsonsfären kontrolleras av släkten Johnson, ättlingar till grundaren Axel Johnson (1844–1910).

## Historia

### Första generationen
Johnsonkoncernen växte fram ur de av Axel Johnson grundade handelshuset A. Johnson & Co 1873, och Rederi AB Nordstjernan, 1890.

### Andra generationen

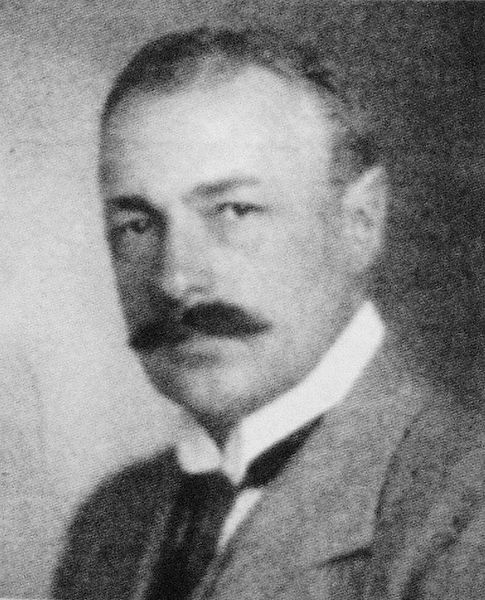
Axel Ax:son Johnson ("generalkonsuln").

Koncernen fördes vidare av Axel Johnsons son Axel Ax:son Johnson ("generalkonsuln").

### Tredje generationen
Efter Axel Ax:son Johnsons  ("generalkonsuln") bortgång ärvdes handelshuset 1958 av sönerna Axel Ax:son Johnson ("bergsingenjören") och Bo Ax:son Johnson, medan huvudägandet i Nordstjernan, som vid denna tidpunkt hade blivit ett omfattande och vildvuxet industrikonglomerat, fördes över till två familjestyrda stiftelser: Axel och Margaret Ax:son Johnsons stiftelse och Axel och Margaret Ax:son Johnsons stiftelse för allmännyttiga ändamål. Vid Bo Ax:son Johnsons skilsmässa 1961 köpte Axel Ax:son Johnson ("bergsingenjören") ut sin bror ur handelshuset A. Johnson & Co, och ledde därefter både handelshuset och Nordstjernan fram till 1979. Efter en palatskupp fick därefter Bo Ax:son Johnson kontrollen över Nordstjernan, medan Axel Ax:sons enda barn, dottern Antonia Ax:son Johnson efter hand tog över firma A. Johnson & Co,, som bytte namn och organisationsform till Axel Johnson AB. Antonia tog formellt över ägandeskapet av handelshusdelen av Johnsonsfären efter faderns död 1988. Bo och Antonia Ax:son var oeniga om bland annat verksamheternas framtid, vilket ledde till att Bo Ax:son Johnson manövrerade ut sin brorsdotter från Nordstjernans styrelse 1988. Därmed uppdelades Johnsonsfären i två skilda företagsgrupper.

### Fjärde generationen
Antonia och Bo Ax:son Johnson försonades strax före Bo Ax:son Johnsons död 1997, och efter hans död inleddes samarbete mellan kusinerna Viveca ("Vicky") och Antonia Ax:son Johnson om att leda Nordstjernan inom ramen för dess styrelse. Viveca Ax:son Johnsons äldre halvsyster Frances Broman har den tredje familjeplatsen i maktstiftelsernas styrelser på fem ledamöter. Därmed fungerar Johnsonsfären mer sammanhållet än tidigare.

### Femte generationen
Antonia A:son Johnssons näst äldsta dotter Caroline Berg har sedan mitten av 2010-talet tagit plats i sfärens ledning, bland annat som styrelseordförande i maktbolaget Axel Johnson AB. Två av hennes tre syskon arbetar också i företag inom sfären.

## Släktträd (urval)
- Axel Johnson (1844–1910)
  - Axel Ax:son Johnson (1876–1958)
    - Axel Ax:son Johnson (1910–1988)
      - Antonia Ax:son Johnson (född 1943)
        - Caroline Mörner Berg (född 1968)
        - Sophie Mörner (född 1976)

    - Bo Ax:son Johnson (1917–1997)
      - Viveca Ax:son Johnson (född 1963)

  - Helge Axelsson Johnson (1878–1941)
  - Torsten Ax:son Johnson (1883–1959)

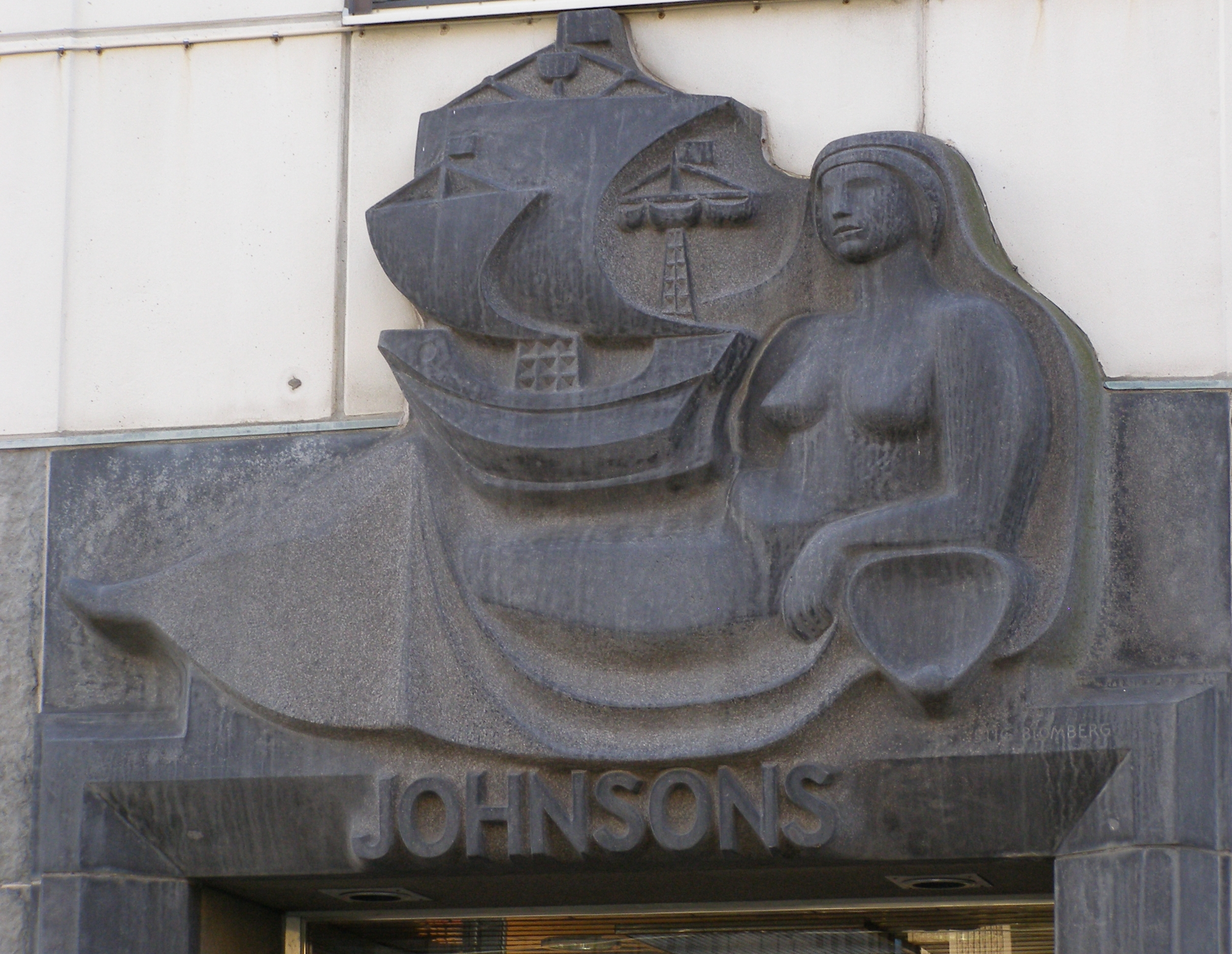
Portalfigur på Östra hamngatan i Göteborg.